# François Bérenger
Pour les articles homonymes, voir Bérenger.
Cet article possède un paronyme, voir François Béranger.
François Bérenger (né le 21 juin 1901 à Milan, Italie - mort le 17 décembre 1978 à Valence, Drôme) était un architecte français du XXe siècle.

## Biographie
François Bérenger est le troisième enfant de Jean Bérenger (1861-1906) et de Marie Guibert (1874-1925), après ses sœurs Antonia (1897-1932) et Jeanne (1898-1964).
Il épouse en premières noces Cécile Troullier (1903-1944), en 1929 à Bizerte, en Tunisie, où vit alors la famille de la mariée. Ensemble, ils ont six enfants : les jumeaux Jean (1930-2017) et Pierre (1930-2020), Anne (1932-2018), Paule (1933-2006), Claude (1934-2012) et Michel (1938-1944). Ils s’installent à Valence en 1932. En pleine période d’Occupation nazie, Cécile meurt de maladie brutale en juin 1944, à l’âge de quarante ans, un mois avant la mort de leur fils cadet, Michel, des suites de l'explosion d'une bombe américaine, en juillet 1944, l’année de ses six ans.
Il épouse ensuite la sœur cadette de sa première femme, Marguerite Troullier (1918-2013), en 1946 à Valence. De leur union, naissent deux enfants ; Martine (1947-2024) et Dominique (né en 1948).
Il se forme à son métier avec l’architecte et religieux Dom Bellot (1876-1944), dont il a été assistant notamment à Oosterhout aux Pays-Bas, puis à Wisques dans le Nord-Pas-de-Calais.
Son fils Claude, également architecte, reprendra son cabinet à Valence. L'une des petites-filles de Claude, Chloé Bérenger, née en 1996, deviendra elle aussi architecte.

## Œuvres
Une de ses réalisations dans son département d'origine est l'église Notre-Dame-de-Lourdes de Romans-sur-Isère, de style néogothique, inaugurée en 1937.
Il est architecte assistant de Dom Bellot, avec Joseph Philippe, sur la construction de la Basilique Saint-Joseph-des-Fins d'Annecy, entre 1937 et 1941.
Il travaille également sur la création de l'Église Saint-Joseph d'Annemasse, de style néoroman, dont l'ouvrage débute en 1941 et s'achève en 1946.
Il a participé à la reconstruction du quartier valentinois Belle-Image, entre 1952 et 1965, avec les architectes Georges Bovet et Maurice Biny.